# غير مضر عموما (رواية)
غير مضر عموماً (بالإنجليزية: Mostly Harmless)‏ هي خامس رواية في سلسلة روايات دليل المسافر إلى المجرة للكاتب الإنجليزي دوغلاس آدامز، نشرت عام 1992، لأول مرة عن دار نشر وليام هاينيمان في المملكة المتحدة وهارموني بوكس في الولايات المتحدة.